# دونگوک تونگام
دونگوک تونگام (انگلیسی: Dongguk Tonggam) به معنی ارتباط با کشور شرقی یک کتاب تاریخی در ارتباط با تاریخ ابتدایی تاریخ کره است که توسط سئو گئو-جونگ (۱۴۲۰–۱۴۸۸) و دیگر دانش پژوهان در قرن ۱۵ نوشته شده‌است. سجو چوسان هشتمین پادشاه سلسله چوسون کره در سال ۱۴۴۶ سفارش نگارش این کتاب را داد و در زمان پادشاهی سئونگ‌جونگ چوسان نهمین پادشاه از این سلسه، در سال ۱۴۸۵ تکمیل شد.